# Риб’яча кістка (фільм)
«Риб'яча кістка» (болг. Рибена кост) — болгарсько-румунська фентезійна драма 2021 року режисера Драгомира Шолєва за сценарієм Шолєва, Емануели Дімітрової та Георгія Мерджанова. У головних ролях Деян Донков, Сюзі Радичкова та Валентин Андрєєв. Фільм був включений до шорт-листа заявки Болгарії на премію «Оскар» за найкращий міжнародний повнометражний фільм на 95-й церемонії вручення премії «Оскар», але не був обраний. Ця пропозиція знову розглядалося, коли був дискваліфікований фільм «Мати», однак він не був обраний.

## Конспект
9 ситуацій, коли людей підштовхують до реакції, але вони розгублені, налякані або надто зайняті. 9 поглядів на абсурдний світ, в якому люди схожі на мертвого дельфіна - і ніхто не знає, як про нього подбати.

## Акторський склад
У цьому фільмі беруть участь такі актори:
- Деян Донков — Іво
- Сюзі Радичкова в ролі Каті
- Валентин Андрєєв — Рейф у ролі діда Чаво

## Відгуки
Міжнародна прем'єра фільму відбулася наприкінці вересня 2021 року на національному кінофестивалі «Золота троянда». Комерційний прокат фільму відбувся 25 березня 2022 року в румунських кінотеатрах і 4 листопада 2022 року в болгарських кінотеатрах.

## Нагороди
| Рік      | Нагорода                                  | Категорія                                                                   | Одержувач      | Результат | Посилання |
| -------- | ----------------------------------------- | --------------------------------------------------------------------------- | -------------- | --------- | --------- |
| 2021 рік | Національний кінофестиваль «Золота Роза». | Найкращий оператор                                                          | Ненад Бороєвич | Перемога  | [ 10 ]    |
| 2021 рік | Національний кінофестиваль «Золота Роза». | Премія Союзу болгарських кінематографістів — найкращий повнометражний фільм | Риб'яча кістка | Перемога  | [ 10 ]    |
| 2022 рік | Софійський міжнародний кінофестиваль      | Премія Болгарської гільдії кінокритиків                                     | Риб'яча кістка | Перемога  | [ 11 ]    |